# 류춘훙

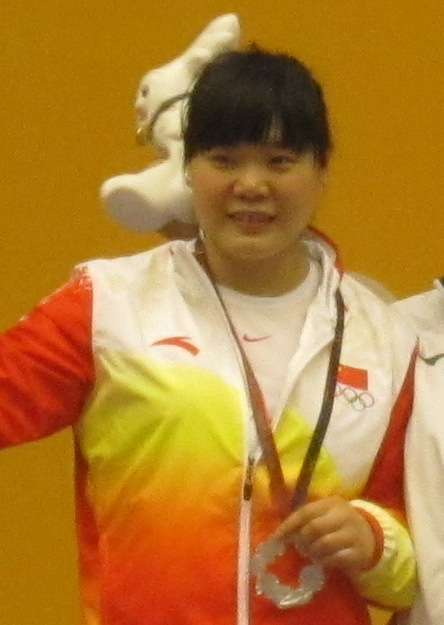

류춘훙(중국어 간체자: 刘春红, 정체자: 劉春紅, 병음: Liú Chūnhóng, 1983년 1월 29일 ~ )은 중국의 역도 선수이다.
그녀는 2003년 세계 역도 선수권 대회 라이트헤비급 부문에서 총 10개의 세계 신기록을 세웠다. 2004년 하계 올림픽에 출전했으며 역도 여자 라이트헤비급에서 금메달을 땄다. 2007년 세계 역도 선수권 대회 라이트헤비급에서 총 271kg을 들어서 은메달을 땄다. 2008년 하계 올림픽 때 라이트헤비급에서 총 286kg을 들어서 금메달을 땄다.